# Stenoptilodes brevipennis
Stenoptilodes brevipennis là một loài bướm đêm thuộc họ Pterophoridae. Nó được tìm thấy ở Argentina, Belize, Brasil, Costa Rica, Cuba, Ecuador, México, Paraguay, Peru, Puerto Rico, Surinam, Trinidad và Uruguay, cũng như hầu hết Hoa Kỳ và miền nam Canada.
Sải cánh dài 12–14 mm. Con trưởng thành bay vào tháng 1, tháng 3, tháng 4, tháng 5, tháng 7, tháng 11 và tháng 12.
Ấu trùng ăn Mecardonia acuminata và Russelia equistiformis.